# Олимпијски симболи
Међународни олимпијски комитет (МОК) и модерне олимпијске игре имају симболе и иконографију као што су имале и античке олимпијске игре. Модерно доба донело је нове симболе, којима се не одаје почаст боговима или величају олимпијци као што се чинило у античко доба. Они се првенствено користе у пропагандне сврхе и олимпијској породици и организаторима игара доносе незанемарљив приход.
Формирањем, олимпијски комитет није се превише бавио иконографијом и симболима Олимпијских игара за 1. Летње олимпијске игре 1896. у Атини, будући да је био заузет многобројнијим важнијим проблемима, јер су због недостатка финансијских средстава Игре доведене у питање.
Домаћину је било препуштено да се позабави тиме, а тек од Игара 1908. у Лондону МОК почиње да води рачуна о сопственим симболима и симболима игара.

## Олимпијска химна
Олимпијска химна је најстарији симбол модерних игара, па иако је 1896. доживела велики успех, била је потпуно заборављена све до 1958. када је на 54. конгресу МОК у Токију усвојена као званична олимпијска химна.
Музику је компоновао познати грчки композитор Спирос Самарас на стихове песника Костаса Паломаса у Атини на отварању Игара прихваћена је са таквим одушевљењем и аплаузима да су је музичари извели још једном.
Од Игара у Риму изводи се на свим летњим и зимским олимпијским играма, а често је служила као химна добитницима медаља, који због уплитања политике нису имали право на своју химну и друга обележја.

## Олимпијске медаље
На играма у Атини медаље су додељиване само за прво и друго место, победнику сребрна, другопласираном бронзана, а сви остали добијали су учесничке спомен – медаље. Победничка медаља, која међу колекционарима готова да и нема цену, била је рад француског вајара Жила Шаплена, а решење спомен – медаља дао је грчки сликар Никефорас Литрас.
На Играма у Паризу 1900. и Сент Луису 1904. медаље нису стандардизоване, па ни обавезне, тако да су у Паризу олимпијски победници нагарђивани уметничким предметима, обично малог формата, а другопласирани и трећепласирани практичним предметима (другопласирани су добијали и кишобране). У Сент Луису организатори су наградили најбоље са златом, сребром и бронзом, што се Међународном олимпијском комитету допало, па су уочи Игара у Лондону 1908. одлучили да се убудуће победнику додељивати златна, другопласираном сребрна, а трећепласираном бронзана медаља. Истовремено, ретроактивно су додељене (само на папиру) такве медаље најбољима на 1. и 2. олимпијским играма, због поједностављења израчунавања олимпијског биланса, али и престижа.
Тек 1978. МОК је регулисао изглед медаља прописавши да олимпијска медаља има пречник најмање 60 милиметара и дебљину од најмање 3 милиметра. Златна и сребрна медаља морају да буду од 92,5 процентног сребра, с тим да златна мора да се пресвуче са најмање шест грама злата.

## Плакат
За прве олимпијске игре модерног доба у Атини, 1886. израђен је први плакат. Међутим, већ на другим (Париз, 1900.) и трећим играма (Сент Луис, 1904.) прескочили су ту традицију.
У Паризу су штампани плакати само за поједина такмичења, а као званични плакат се користи плакат за "међународно такмичење у мачевању", на којем се нигде чак ни не помиње појам 'олимпијски'.
У Сент Луису није чак било ни тога. За илустрацију се користи насловна страна официјелног програма Светске изложбе, а на њему се такође не помиње појам 'олимпијски' нити било који спорт.
У Лондону 1908. плакати игара поново имају олимпијске и спортске мотиве. Први пут су на плакату били олимпијски кругови 1932. у Лос Анђелесу.

## Застава
У Антверпену 14. августа 1920. први пут се на Олимпијским играма завијорила бела олимпијска застава са 5 олимпијских кругова. То је требало да се деси на Играма 1916. у Берлину, али због Првог светског рата Игре нису одржане, па је одложено за 4 године.
Творац заставе био је председник Међународног олимпијског комитета, Пјер де Кубертен, који је 1913. члановима МОК предложио да застава буде бела са 5 кругова (плави, жути, црни, зелени, црвени) који се преплићу симболизујући повезаност пет континената олимпијском идејом.
Олимпијска застава први пут је приказана 1914. у Паризу, на Конгресу посвећеном двадесетогодишњици оснивања Међународног олимпијског комитета. Од Антверпена 1920. на свим олимпијским стадионима вијорила се иста застава – поклон Олимпијског комитета Белгије.
На свечаном затварању градоначелник града домаћина предаје олимпијску заставу првом човеку града домаћина наредних игара.

## Кругови
Лого МОК и међународног олимпијског покрета су олимпијски кругови, који се налазе и на застави МОК. Пет испреплетених разнобојних кругова у два реда означавају пет континената које уједињује олимпијска идеја.
Плави круг у горњем реду представља Европу, црни Африку, а црвени Америку, док у доњем реду жути круг представља Азију, а зелени Аустралију.
Међутим боје олимпијских кругова укључујући и белу боју подлоге, шест су боја које се (једино) налазе на националним заставама свих земаља. Истина, неке се користе у различитим нијансама, али то не мења суштину.
Олимпијски кругови су не само симбол олимпизма, већ и једна од најпознатијих и најскупљих робних марки на свету. Искључиво право експлоатацију олимпијских кругова има Међународни олимпијски комитет.

## Пламен и бакља
Олимпијски пламен и бакља су једни од најпознатијих симбола Олимпијских Игара.
У знак сећања на Игре античке Грчке, пламен се помоћу сунчевих зрака пали у Олимпији, одакле креће пут ка граду домаћина Игара. За сваке Игре се прави посебна бакља, а сваки носилац има једну копију. Пламен се тако преноси од једне бакље до друге, од једног до другог носиоца.
Први пут на Играма у Амстердаму 1928. је горео олимпијски пламен на стадиону. Пламен је горео током целих игара, али је упаљен и угашен без икакве церемоније. У Лос Анђелесу 1932. на Играма је такође горео пламен на стадиону Колосеум. Међутим, та ватра сигурно није била донета из Грчке.
Тек 1936. године, за Игре у Берлину, се уводе нова правила под називом „Игре с ватром” која трају и данас. Значи, олимпијски пламен се помоћу сунчевих зрака пали у Олиимпији у којој су се одржавале игре у Древној Грчкој. Потом се олимпијском бакљом штафетним трчањем носи до града домаћина Игара. Идеју је дао професор из Берлина Карл Дим, а Међународном олимпијском комитету ју је представио председник Олимпијског комитета Немачке Теодор Левланд и она је одмах прихваћена.
Прва олимпијска бакља која је ношена од Олимпије до Берлина, направљена је као копија античке бакље по цртежу са једне керамичке посуде, а њен дизајнер био је Карл Дим. Била је тешка 480 грама и висока 27 центиметара, а пламен је обезбеђивало магнезијумско пуњење. Тада је олимпијска бакља ношена и кроз Краљевину Југославију.
Кроз Југославију је олимпијски пламен ношен само три пута. За Игре 1936. у Берлину, за Игре 1972. у Минхену и за Зимске олимпијске Игре 1984. у Сарајеву.
Бакља је ношена кроз седам земаља (а носили су је тркачи и веслачи): Грчку, Турску, Бугарску, Југославију, Мађарску, Аустрију и Немачку. Њен пут је био дуг 3.422 километара, а толико је било и носилаца.
Занимљивости
- 1976. године је пламен из Грчке у Америку преношен сателитом. Топлотни сензори у Грчкој су детектовали пламен, а сигнал је у Отаву послат преко сателита.
- Само бакљу, без пламена, су 1996. и 2000. године астронаути однели у Свемир.
- 2000. су и рониоци носили упаљену бакљу под водом.
- За Игре у Атини 2004. је бакља прешла преко свих континената и обишла све градове у којима су се одржавале Олимпијске игре, а посетила је и Пекинг где су се одржавале Игре наредне године (2008).
- Највише носилаца бакље је било 1964. године – 101.866 људи и њихова пратња.
- Бакља је најдужи пут прешла за Игре у Пекингу 2008, укупно 137.000 километара за 129 дана.[2]

## Дефиле
Свечани дефиле учесника на церемонији отварања при којем су спортисти дефиловали иза застава својих земаља први пут је одржан на Играма у Лондону 1908.
Тек у Амстердаму 1928. на челу дефилеа били су спортисти Грчке, постојбине олимпијских игара и добили велики аплауз. То су уочили чланови МОК-а, па су одлучили да Грци увек буду први, а представници земље домаћина последњи. Од тада у дефилеу, истим редоследом који су улазили, спортисти су и напуштали олимпијски стадион.
То је трајало до Игара у Мелбурну 1956, а тамо је дошло до спонтаног мешања спортиста свих земаља. Протокол није могао да се спаси, а челницима МОК-а се допала та спонтаност и раздраганост, па су одлучили да се убудуће на свим свечаним затварањима љути ривали са олимпијских борилишта „спонтано” измешају.

## Заклетва
На Играма у Антверпену 1920. први пут изречена је олимпијска заклетва такмичара и од тада је постала незаобилазна на свим играма. Њен аутор је био Пјер де Кубертен.
Оригиналан текст је промењен 1964. и спорт је стављен у први план, а на крају заклетве уместо речи „земља” употребљен је термин „екипа”. Заклетва гласи:
„У име свих такмичара, обећавам да ћемо учествовати у овим Олимпијским играма, поштујући и спроводећи правила која владају њима, дајући себе спорту без допинга и дроге, у истинском спортском духу, за славу спорта и част наших екипа.”
Део који говори о допингу је додат на Играма у Сиднеју 2000.
Судијска заклетва
На предлог Олимпијског комитета СССР 1968. на Конгресу МОК у Мексику одлучено је на Играма заклетву полажу и судије, а да њихов представник увек буде један домаћи судија којег ће одредити олимпијски комитет земље домаћина.
На играма у Минхену 1972, Хајнц Попај, судија за коњички спорт, први је изговарао речи судијске заклетве.
„ У име свих судија и званичника,заклињем се да ћемо судити на овим олимпијским играма са потпуном непристрасношћу, поштујући њихова правила, у духу фер-плеја”.

## Маскота
Црвени јагуар, је према званичним подацима МОК, био маскота Игара 1968. у Мексико Ситију, међутим нигде, па ни у Олимпијском музеју у Лозани, не постоји ниједан примерак, па чак ни фотографија. Због тога се као прва маскота, углавном помиње краткодлаки јазавичар Валди, маскота Игара 1972. у Минхену.
Све до Игара 1992. у Барселони, маскоте су су биле прилично верне фигуре животиња: Монтреал 1876. дабар Амико, Москва 1980. медвед Михаил Потапич Тропјугин звани Миша, Лос Анђелес орлић Сем, Сеул 1988. тигар Ходори. Раскид се тим трендом представљао је пас Коби аутора Хавијера Марсикала у Барселони 1992, који је креиран под великим утицајем Пикаса и Мироа.
Растанак од мање – више реалистичних фигура животиња настављен је у Аталанти 1996. маскотом Штајето (енгл. Whatist), скраћено званом Изи, која је по многима личила на тубу зубне пасте. Сиднеј 2000. се вратио животињама и представио свету аутентичне врсте Петог континента – Аустралије: Олија (птица кокабуру – име од Олимпијада), Сида (кљунар – име од Сиднеј) и Мили (јеж торбар – име од Миленијумске игре).
На Играма у Атини 2004. маскоте су биле фигурице брата и сестре Певос и Атина (енгл. Phevos, Athena). Њихов изглед долази од сличних старогрчких играчака, а њихова имена се такође везују за стару Грчку. Дечак носи име митског бога Аполо, бог светлости и музике. Девојчица носи име богиње мудрости Атина, а она је била сестра Певос. Због тога Певос и Атина представљају везу између грчке историје и савремених Олимпијских Игара. 
Такође, Певос и Атина симболизују вредности које су својствене олимпијском духу: у радости играња и такмичења, то двоје деце показује истинску вредност учешћа у играма без обзира на то ко ће победити. Брат и сестра су симболи олимпијског идеала братства свих мушкараца и жена широм света. Дечак и девојчица су амбасадори сарадње, фер–плеја и једнакости. И као главно, деца указују на племенитост, која је срж Олимпијских Игара.
Пекинг 2008. је у знаку пет Фуфа лутака, чији је задатак био да из главног града Кине шаљу поруке мира и пријатељства и лепе поздраве. Пет лутака у бојама пет олимпијских кругова истовремено симболизују и пет елемената које по древном кинеском веровању чине природу – море, шуму, ватру, земљи и небо. Они су представљени фигурама четири животиње и фигуром ватре чија имена (Беи, Ђинг, Хуан, Јинг и Ни) спојена у реченицу значе: „Добро дошли у Пекинг”.
На Играма 2012. у Лондону је маскота била Венлок. Његова улога је да приближи најмлађима Олимпијске Игре и да подстакне њихово интересовање за бављење спортом. Добио је име по сеоцету Мач Венлок у близини Шропшира у Великој Британији, у коме су се крајем 19. века одржавале "Мач Венлок Игре" на којима се локално становништво такмичило у традиционалним сеоским спортовима.
Рио де Жанеиро се одлучио да му инспирација за маскоте Олимпијских игара 2016. буде богатство биљног и животињског света у тој јужноамеричкој земљи. Због тога су маскоте жута мачка Виницијус и лутка Том са лишћем уместо косе. Добили су имена по бразилским музичарима: Виницијусу де Мораесу и Тому Јобиму.

## Проглашења
У Атини 1896. године зачета је церемонија проглашења најбољих, а објављена је последњих дана Игара на главном борилишту – олимпијском стадиону.
Тако је било све до Игара у Лос Анђелесу (1932.) када су медаље први пут додељиване одмах после такмичења, и то на борилиштима на којима су освојене. Осим тога, први пут је било коришћено победничко постоље, а у част олимпијских победника интониране су химне њихове земље, а на јарбол су подизане заставе земаља освајача медаља. То се није променило до данас.

## Мото
Најпознатији мото Олимпијских игара је „Брже, више, јаче” (лат. Citius, Altius, Fortius). Први пут је био заштитни знак Олимпијских игара у Антверпену 1922.
Аутор је био Де Кубертенов присталица доминикански калуђер Андри Дидон, управитељ Аркеј колеџа, који је истим тим речима започињао часове физичког васпитања.
Још један од познатијих слогана олимпизма је „Најважнија ствар у животу није тријумф, већ борба; није најбитније победити, већ борити се и учествовати”.